# Epirrhoe plebeculata
Epirrhoe plebeculata är en fjärilsart som beskrevs av Achille Guenée 1858. Epirrhoe plebeculata ingår i släktet Epirrhoe och familjen mätare. Inga underarter finns listade i Catalogue of Life.